# Lubor Niederle
Lubor Niederle (ur. 20 września 1865 w Klatowach, zm. 14 czerwca 1944 w Pradze) – czeski slawista, antropolog, etnograf, archeolog, historyk i artysta malarz; jeden z pionierów nowoczesnej archeologii w Czechach; członek Towarzystwa Naukowego we Lwowie.

## Życie
Na początku swej kariery naukowej Niederle zajmował się głównie antropologią. Studiował w Pradze, Niemczech i we Francji. W młodości dużo podróżował po krajach południowej i wschodniej Europy. Pod wpływem krytyka i historyka sztuki – Miroslava Tyrša zaczął się coraz bardziej interesować archeologią klasyczną oraz etnografią. Z czasem w centrum jego zainteresowań znalazła się archeologia Słowiańszczyzny, o czym świadczy jedna z pierwszych jego prac, pdt. Ludzkość w dobie przeddziejowej ze szczególnym uwzględnieniem ziem słowiańskich (cz. Lidstvo v době předhistorické se zvláštním zřetelem na země slovanské, 1893, 1894). Był współorganizatorem wystawy etnograficznej w Pradze z 1895 roku oraz jednym z propagatorów budowy Muzeum Etnograficznego w Pradze.
Od 1898 roku jako pierwszy w historii Uniwersytetu Karola w Pradze profesor archeologii prehistorycznej prowadził wykłady z archeologii i zyskał opinię dobrego pedagoga. Wielu jego studentów, m.in. Jan Eisner, Jan Filip i Jiří Neustupný, należało później do grona najbardziej znanych archeologów czeskich. W latach 1927–1929 piastował na Uniwersytecie Karola urząd rektora.
Niederle był zwolennikiem stosowania nowoczesnych metod badawczych w archeologii, które charakteryzowały się już krytyczno-analitycznym stosunkiem do źródeł pozyskanych informacji. Był najznaczniejszym przedstawicielem szkoły teoretycznej (zwanej też „uniwersytecką”) w czeskiej archeologii, która stała w opozycji do tzw. „szkoły muzealnej” Josefa Ladislava Píčy. Razem ze swoim przyjacielem Karlem Buchtelą poddali krytyce dzieło J. L. Píčy, pdt. Starożytności Ziemi Czeskiej (cz. Starožitností země české, 1899–1909) a alternatywne poglądy na temat prehistorii ziemi czeskich wyrazili w książce Przewodnik po czeskiej archeologii (cz. Rukověť české archeologie, 1910), która jest obecnie uważana za kamień węgielny czeskiej archeologii. Niederlego i Píčę łączył emocjonalny stosunek do Czech, głęboki patriotyzm, ale dzieliło ich podejście do źródeł. Píč należał do nieszczęsnych obrońców autentyczności sfałszowanych dokumentów prawiących o początkach języka i narodu czeskiego, nazywanych potocznie Rękopisami królowodworskim i zielonogórskim (cz. Růkopisy královedvorský a zelenohorský). Niederle tymczasem podchodził do tych źródeł z właściwym sobie dystansem. Unikał wysuwania wniosków na podstawie niepotwierdzonych wiadomości i przypuszczeń. Rywalizacja szkół zakończyła się wraz z samobójstwem popełnionym 19 grudnia 1911 roku przez J.L. Píča.

## Twórczość
Do najznaczniejszych prac etnograficznych Niederlego należy Mapa etnograficzna Słowaków węgierskich (cz. Národopisná mapa uherských Slováků, 1903). W 1910 wydał razem z Karlem Buchtelą Rukověť české archeologie. W pracy tej zostały wytyczone najważniejsze cele dla archeologii Słowiańszczyzny i przedstawiony plan badań, który miał być realizowany w przeciągu wielu lat. Owocem długotrwałych badań prowadzonych przez Niederlego były Starożytności Słowiańskie (cz. Slovanské starožitnosti, 1902–1927) – monumentalne, wielotomowe dzieło, które ukazało się także w skróconej i poprawionej wersji w języku francuskim. W pracy tej po raz pierwszy w historii zaprezentowano etnogenezę Słowian i dzieje najstarszych państw słowiańskich. Atutem „Starożytności” jest ich wszechstronne ujęcie problematyki. Są w nich przytaczane argumenty zarówno archeologiczne jak i językoznawcze oraz etnograficzne.
Niederle był także utalentowanym malarzem. Większość ilustracji do swoich książek i artykułów wykonał osobiście.
Niederle był założycielem i pierwszym kierownikiem Państwowego Instytutu Archeologicznego (cz. Státní ústav archeologický, dzisiejszy ARÚ AV ČR, 1919–1924) oraz Instytutu Słowiańskiego (cz. Slovanský ústav, 1928–1932). W 1891 roku założył i redagował czasopismo Czeski Lud (cz. Český lid). Był również jednym z redaktorów następujących czasopism: Pamiątki archeologiczne (cz. Památky archeologické), Zwiastun Słowiańskich Starożytności (cz. Věstník slovanských starožitností) i Horyzont prehistoryczny (cz. Obzor prehistorický).

## Dzieło
- 1893, 1894 – Lidstvo v době předhistorické se zvláštním zřetelem na země slovanské (Praga; XXXIX + 760 str.).
- 1896 – Průvodce po Národopisném Museu Českoslovanském (Praga: nakl. rady N. M. Č.).
- 1903 – Národopisná mapa uherských Slováků na základě sčítání lidu z r. 1900, w: NSČ IX (Praga; 226 str., z 2 mapkami w tekście i 11 mapami załączonymi do publikacji).
- 1910 – Rukověť české archeologie (Razem z Karlem Buchtelą, Praga; 110 str. + XXV tab.).
- 1902–1927 – Slovanské starožitnosti (Praga).

### Polskie przekłady
- Szkic dziejów anthropologji, „Wisła” (IV), 1890, s. 289–332.
- 1900–1906 – Ludzkość w dobie przeddziejowej. Streszczenie dzieła dra L. Niederlego (Streszczenie Ksawery Chamiec), w: Światowit II-V, VII, 1900-1906.
- 1907 – Starożytności słowiańskie. Tom 1, Pochodzenie i początki narodu słowiańskiego. Zeszyt 1 (przełożył z czeskiego i wydał Ksawery Chamiec; Warszawa: skł. gł. E. Wende).
- 1910 – Starożytności słowiańskie. Tom 1, Pochodzenie i początki narodu słowiańskiego. Zeszyt 2 (przełożył z czeskiego i wydał Ksawery Chamiec; Warszawa: skł. gł. E. Wende).
- 1912 – Początki kultury słowiańskiej, razem z Aleksandrem Brücknerem i Karolem Kadlecem, w: Encyklopedya Polska, tom 4, dział 5 – część 2 (Kraków: Akademia Umiejętności).